# Robert Bürkner (Schauspieler)
Carl Ernst Otto Robert Bürkner (* 12. Juli 1887 in Göttingen; † 19. August 1962 in Augsburg)
war ein deutscher Schauspieler, Theaterregisseur, Theaterintendant, Theaterautor und Schriftsteller.

## Leben

### Familie
Bürkners Vater war der Universitätsprofessor Kurd Bürkner, Facharzt für Ohrenheilkunde und Gründer der HNO-Klinik in Göttingen. Sein Großvater war der Dresdner Holzschnitzer und Kupferstecher Professor an der Kunstakademie Hugo Bürkner. Sein Bruder war der erfolgreiche deutsche Reiter, 18-facher deutsche Meister in der Dressur, Mitglied der deutschen Equipe bei den ersten olympischen Reiterspielen 1912 (Silber-Medaille in der Mannschaft) in Stockholm und „Erfinder“ der deutschen Schulquadrille Felix Bürkner.
Sein Großneffe Moritz Bürkner ist ebenfalls Schauspieler geworden.

### Ausbildung und erste Anstellungen
Nach dem Gymnasium absolvierte Bürkner zunächst (zwei Semester) ein Universitätsstudium. Danach begann er 1906 (mit 19 Jahren) seine Laufbahn als Theaterschauspieler. Die ersten Stationen waren Bremen, Stettin, Basel und das Nationaltheater Mannheim, wo er meist den jugendlichen Helden und Liebhaber verkörperte. Als „erster Held“ und Regisseur war er danach als Staatsschauspieler am Staatstheater Karlsruhe und am Altonaer Stadttheater tätig. Von 1929 bis 1934 wechselte er als Intendant an das Stadttheater nach Frankfurt (Oder). Nach weiteren 10 Jahren als Intendant in Lübeck wechselte er 1943 als Charakterspieler an das Theater am Schiffbauerdamm und die Tribüne nach Berlin.

### Theaterintendant in Lübeck

#### Zentrale Bedeutung dieser Lebensphase
Robert Bürkner wirkte von 1934 bis 1943 als Theaterintendant in Lübeck. Diese Phase seines Lebens stellte den Höhepunkt seiner Laufbahn dar. Immerhin war er, als er 1934 in dieses Amt berufen wurde, schon 28 Jahre im Theater-Fach tätig gewesen. Herausragend in diesem Lebensabschnitt waren die fünf Jahre als Intendant in Frankfurt/Oder (1929–1934). Für den Schauspieler waren die Engagements am Nationaltheater in Mannheim sowie beim Staatstheater in Karlsruhe, das ihm zum Titel „Staatsschauspieler“ verhalf, bemerkenswert. Aber nur einmal und erstmals an einem mittelgroßen Haus, das für weitere Karrieren als Sprungbrett galt, konnte er in Lübeck das gesamte Theater-Geschehen gestalten. Dass eine solche Position ihre Schwierigkeiten hatte, wusste er und durchlebte sie erneut: Die Anpassung an das NS-Herrschaftssystem fiel ihm dabei im Prinzip leichter als die ständige finanzielle Enge, die Zumutungen durch NS-Organisationen wie die DAF (Deutsche Arbeitsfront), die Behauptung gegen ehrgeizige Generalmusikdirektoren (GMDs) und nicht zuletzt durch damalige angepasste „bürgerliche“ Kreise, denen er mit seiner Schauspielleidenschaft und seiner begabten Ehefrau, der Schauspielerin Hansi Nassée, nicht passte. Das gab den Ausschlag, während die Diskussion über seine Abstammung von der NS-Führung ausgebremst wurde. Bürkner versuchte 1945 zumindest noch einmal, soweit bekannt, auf einen Intendantenstuhl am fast unversehrten Konstanzer Theater zu gelangen, schaffte es aber nicht. Somit blieb er, immerhin für weitere 19 Jahre, seiner Schauspielerlaufbahn treu, ergänzt um Aufgaben beim Film, Fernsehen, Radio und anderen Medien (etwa als Sprecher), gefragt und geschätzt bis zu seinem Tode. Seine Frau verfolgte nach 1945 ihre eigene Schauspielerinnenlaufbahn an anderen Bühnen weiter. Dennoch stellte die Lübecker Zeit für beide etwas Einzigartiges dar, und sie waren als aktives Schauspielerehepaar, gerade auch im sich ergänzenden Spiel, eine Spezialität im Theatermilieu. Auch nach 1945 unternahmen sie zusammen Gastspielreisen.

#### Mitstreiter und Gegner
Robert Bürkner fand bei Hans Wolff, dem Schul- und Kulturorganisator, anhaltende Unterstützung, war doch dieser Spitzenbeamte Musikliebhaber und Wagnerverehrer. Senator Ulrich Burgstaller blieb eine flüchtige Erfahrung, aber der Verwaltungsspezialist Hans Böhmcker, seit 1935 auch Kultursenator, war ein schwieriger Partner. Als Finanzsenator musste er den Gesamthaushalt im Blick behalten. Er behandelte Bürkner und sein Theater gerecht, aber strikt angepasst an die finanziellen Rahmenbedingungen. Da war Wolff am ehesten sein Verbündeter, wenn es darum ging, Schlimmstes zu verhindern oder Zuschüsse aus Berlin zu erreichen. Hausintern hatte Bürkner das Glück, einen ihm ergebenen, zugleich fähigen Verwaltungsdirektor (seit 1938) an seiner Seite zu haben, einen Parteigenossen mit früherer Theatererfahrung: Paul Gerhard Schwarz. Die Schaffung dieser Position erwies sich als Gewinn. Auf musikalischem Feld fand Bürkner den GMD Heinz Dressel vor, der wegen seines rüden Umgangs mit seinen Musikern eine amtliche Untersuchung über sich ergehen lassen musste. Seinem übermäßigen Streben nach Höchstleistungen des Orchesters stand allerdings seine Offenheit für soziale Belange der Musiker positiv zur Seite. Seit 1942 folgte mit Berthold Lehmann ein ebenfalls hochbegabter, aber zugleich machtbewusster Orchesterchef, der sich in Bürkners nunmehr schwieriger Situation beim "Beirat für Kunst und Wissenschaft" beliebt zu machen wusste. Bald sollte zwischen beiden Persönlichkeiten gewählt werden. Es war Bürkner, der resignierte und dem man u. a. eine Vernachlässigung der Oper vorwarf. Hans Wolff gelang der Ausgleich nicht. Bürkners Nachfolger Otto Kasten (1943–1945), ebenfalls Parteigenosse, tüchtig, aber lungenkrank, konnte sich nur knapp drei Jahre halten, wobei 1944 bereits der Theaterbetrieb stillgelegt wurde.

#### Verwaltung
Der Intendant hatte bei knapper Etatausstattung einen spürbaren Anteil an Eigeneinnahmen zu erwirtschaften. Dabei spielten stets die Eintrittspreise eine Rolle. Gleichzeitig zehrten alle möglichen sozialen oder parteilichen Organisationen, später die Wehrmacht für ihre Verwundeten oder Heimaturlauber, am Erlös, da sie alle, meist auch nachvollziehbar, Nachlässe für ihre Klientel beanspruchten. Am unangenehmsten gebärdete sich dabei die DAF (Deutsche Arbeitsfront-)-Organisation KdF (NS-Gemeinschaft Kraft durch Freude). Diese wollte „um jeden Preis“ ein eigenes günstiges Abonnenten-System für ihre Arbeitnehmer schaffen und als Verdienst ihrer Organisation anerkannt wissen. Hartnäckige Kämpfe waren auszutragen. Man verweigerte sogar die vom Goebbels-Ministerium verordnete Zahlung der Künstler-Altersvorsorge-Beiträge.
Die finanziell angespannte Situation schlug auch auf das Personalwesen durch. Bis auf die Spitzenpositionen lag man im reichsweiten Vergleich mit ähnlichen Städten bei den Gehältern und Gagen deutlich zurück. Die Frage der Engagements-Verlängerung war für manche Künstler eine Lebensfrage. Es gab bei den nach Spielzeiten häufig wechselnden Künstlern  zahlreiche erfolgreiche, von den Kritikern geschätzte Vertreter, die dann, wie üblich, an eine größere Bühne wechselten und ihre Karrieren dort fortsetzten. Daneben gab es noch einen heimatlichen Künstlerstamm, der sich solide, oft über Jahre „auf den Lübecker Brettern“ hielt. Wenige andere erreichten die Wertschätzung beim Intendanten oder bei Hans Wolff gar nicht. Dabei spielte die Parteizugehörigkeit keine Rolle. So kam es zu Fällen von Mobbing am Theater mit letztlich negativem Ausgang. Nach außen war das nicht alles erkennbar, vielmehr inszenierte man mit den beliebten Spitzenkräften eine möglichst „schöne Theaterwelt“ – wie in Berlin, so auch im lokalen Rahmen.
Die schwierigste technische Verwaltungsmaßnahme stellte der Theaterumbau (1938–1941) dar, für den bereits ab 1938/39 die Kriegswirtschaft wirksam wurde. 1941 war das Große Haus wieder bespielbar, bis – zum September 1944 – die reichsweite Theaterschließung wirksam wurde und sich der Vorhang überall senkte.

#### Spielplananalyse
Die von Bürkner zu verantwortenden Programme bestanden einmal aus dem Musiktheater mit Opern und Operetten. Bei den klassischen Opern war auf den Stolperstein jüdischer Librettisten zu achten. So erwarb sich der Nationalsozialist Siegfried Anheißer Verdienste um die „Entjudung“ von Mozart-Libretti zu „Don Giovanni“ und „Cosi fan tutte“. Von den modernen Meistern wurde Richard Strauss, 1934 sogar Präsident der Reichsmusikkammer (RMK), wegen Hugo von Hofmannsthal beargwöhnt, aber widerwillig toleriert. Es gab auch NS-nahe Opernkomponisten wie Werner Egk, Ottmar Gerster oder Max von Schillings. Da konnte man nichts falsch machen. Noch schwieriger stellte sich das Feld der Operette dar, zu deren Repertoire gerade jüdische Meister und Librettisten Erhebliches beigetragen hatten. Tonkünstler wie Jacques Offenbach wurden aus den Programmen verbannt, und Bürkner musste nur auf die bekannten Leitlinien oder ggf. die Nachbarbühnen achten. Franz Lehár war umstritten, wurde aber gespielt, war doch Hitler Liebhaber von dessen „Lustiger Witwe“. Eduard Künneke oder Paul Lincke waren daher sehr gefragt. Es gab auch modernere, die gefördert wurden, dann wieder wie Robert Stolz, der gar kein Jude war, nach einiger Zeit beargwöhnt und in Ungnade fallen konnten.
Beim Sprechtheater wurden ausgewählte Klassiker an die NS-Philosophie angepasst. Man behauptete, man habe sie erst wieder neu entdeckt. Autoren wie Christian Dietrich Grabbe wurden als Vorläufer der NS-Bewegung zelebriert. Je düsterer und schicksalsträchtiger, um so besser. Für besonderes NS-Pathos eigneten sich Festspiele und Thing-Theater-Veranstaltungen. Das Niederdeutsche Theater konnte als bodenständig und volksverbunden ungehindert weiter bestehen, da die meisten Stücke, da Lustspiele, keinen Anstoß erregten. Mit der Beibehaltung der wichtigen Klassiker und modernen Dramatiker (in Auswahl) behielt man auch einen Kanon glänzender Rollen, die es zu verkörpern galt. Von besonderem Interesse sind die damals in Lübeck dargebotenen NS-nahen Dramen, die dafür gedacht waren, die Zuschauer in aufwühlende Situationen zu versetzen und ihnen zu zeigen, wie sich ein Nationalsozialist in diesen verhalten hätte. Helden sollten Vorbild sein. Inhaltliche Lehren, selbst Rassismus, spielten kaum eine greifbare Rolle. Es ging um spannende, dramatische Lehrstunden. Es gab Meister dieses Faches. Von den in Lübeck gespielten könnte man nennen: Gustav Frenssen, Sigmund Graff, Walther Heuer, Edgar Kahn. Zu den Autoren gehörten auch-NS-Funktionsträger wie Hanns Johst, Franz Walther Ilges oder Walter Erich Schäfer. Fehler konnten dem Intendanten dabei kaum unterlaufen, denn diese Autoren waren anerkannt, empfohlen, wurden gespielt. Ihre Vermittlung in Lübeck war Aufgabe.
Auch der Lübecker „Beirat für Kunst und Wissenschaft“ hatte es nicht begriffen, dass in den Kriegsjahren nach dem Wunsch des Propagandaministers Joseph Goebbels vor allem Unterhaltungsstücke angeboten werden sollten. Das war in der für die Bevölkerung angespannten Situation auch nachvollziehbar. Wenn Bürkner das berücksichtigte, befand er sich auf dem Kurs der Reichsregierung. Auf das Verlogene solcher Vorwürfe wies er hin, denn die „angepassten Bürgerlichen“ im Gremium, die handverlesene Parteigänger waren (wenn auch formal keine Parteimitglieder), besuchten „Wertvolles“ wie eine Aufführung von Georg Friedrich Händels „Xerxes“ (1939) nicht. Solche Aufführungen waren dann schlecht besucht. Nur ein Beispiel für Bürkners Situation. Betrachtet man die zahlreichen zeitgenössischen Autoren, Librettisten und Komponisten der von Bürkner ausgewählten Werke, so kann man alle Schattierungen von Anpassung an das NS-Regime feststellen: von überzeugter Mitwirkung, Opportunismus, geschicktem Taktieren und innerer Emigration. In jedem Fall galt, wer gedruckt, aufgeführt oder gespielt werden sollte, musste Kompromisse eingehen. Wer Ansehen und Ruhm erstrebte, musste erkennbar für das Regime arbeiten.

#### Bürkners Verortung in der NS-Zeit
Bürkner trat zum 1. Mai 1933 der NSDAP bei (Mitgliedsnummer 2.508.209) und wurde im selben Jahr Truppführer der SA. Bürkner stand hinter dem System. Nach den Bestimmungen der Nürnberger Gesetze vom 15. September 1935 (= 7. Reichsparteitag) war Bürkner aufgrund seiner jüdischen Großmutter „jüdischer Mischling“ und galt als „Vierteljude“, nach damaliger Terminologie. Damit konnte man als Angestellter im Öffentlichen Dienst beschäftigt bleiben, aber kein Beamter sein. Für Bürkner ergab sich daraus also keine zwingende Veränderung. Da er aber eine herausgehobene Position bekleidete und im politischen Raum agierte, versuchten seine Gegner, das Thema Abstammung aufzugreifen. Tatsächlich erging am 21. Februar 1939 eine durch das Parteigericht gefällte Entscheidung, die ihn aus der Partei ausschloss. Bürkner wollte aber in der Partei bleiben und erreichte zunächst, dass seine Intendantentätigkeit weiterhin von Goebbels abgesichert wurde. Doch das konnte widerrufen werden. Andere höhere NS-Vertreter wollten nichts Endgültiges entscheiden und blieben unschlüssig. Letztlich entschied Hitler, dass Bürkner in der Partei bleiben durfte. Die Lübecker Führung hatte ihren Intendanten von Anfang an gestützt. Damit konnten die Gegner im „Beirat für Kunst und Wissenschaft“ mit diesem Thema nichts mehr gegen ihn ausrichten.
Interessant ist nun, dass Bürkner in seiner Autobiografie Alma Gomel (1949) zwar seine Lübecker Jahre behandelt, Wolff und seinen Verwaltungsdirektor Schwarz lobt und würdigt, aber auf seine politische Verstrickung mit keinem Wort eingeht. Sie wird einfach ausgeklammert. Es ist festzuhalten, dass Bürkner wie viele andere im künstlerischen Fach Tätige keineswegs nur aus formalen Gründen der Partei beitrat, sondern auch wesentliche Ziele des Systems geteilt und dafür gearbeitet hat. Insofern gibt nachfolgendes Zitat diesen Sachverhalt deutlich wider: „Erlauben Sie uns, sehr verehrter Herr Intendant, daß wir Ihnen heute und auf diese Weise unseren herzlichsten Dank für Ihre Unterstützung unseres schweren Kampfes um die Durchdringung der deutschen Theater mit nationalsozialistischem Gedankengut sagen!“ Andrew G. Bonnell beschrieb 2008 den damaligen Vorgang wie folgt: „Das Lübecker Theater stand unter der Leitung eines Robert Bürkner, eines NS-Parteimitglieds und SA-Offiziers, der offenbar die besondere Gunst des Propagandaministeriums genossen zu haben scheint. Ironischerweise wurde er nur drei Monate, nachdem sein Theater mit dem Kaufmann von Venedig die Kristallnacht feierte, aus der NSDAP ausgeschlossen, als sich herausstellte, dass er eine jüdische Großmutter besaß, und es einer besonderen Ausnahmeregelung von Goebbels bedurfte, um in seiner Position zu bleiben.“ Dem Urteil Günter Zschackes: „Der Lübecker Theaterchef rettete sich achtbar durch die Zeiten …“, kann unter politischem Aspekt nur bedingt zugestimmt werden. Dass der Nationalsozialist Bürkner von dem System, dem er diente, zugleich als „jüdisch versippt“, wie es damals formuliert wurde, in Bedrängnis gebracht wurde, ergibt sich aus dem Rassismus, der das Fundament des Nationalsozialismus bildete. Insofern muss auch Bürkner die Tragik zugebilligt werden, die damals manchen anderen Künstler, der vielleicht mit einer Jüdin verheiratet war, vor schwierige Gewissensentscheidungen stellte.

### Nach dem Krieg
Nach dem Krieg waren Bürkners Stationen u. a. die Spielstätten in Bonn, Oldenburg und das Stadttheater Augsburg. In seinen letzten Jahren unternahm er zusammen mit seiner Frau, der Schauspielerin Hansi Nassée, die u. a. an den Wiener Kammerspielen engagiert war, zahlreiche Gastspielreisen.

### Haupt- und Nebenrollen
Bürkners Bühnenhauptrollen, primär in Lübeck, waren: Hamlet (Titelrolle, Shakespeare), König Lear (Titelrolle, Shakespeare), Brutus (Julius Caesar, Shakespeare); Präsident von Walter (Schiller, Kabale und Liebe), König Philipp (Schiller, Don Carlos), Karl Moor (Schiller, Die Räuber) Wallenstein (Schiller, gleichnamiges werk); Egmont (Titelrolle, Goethe), Mephisto (Goethe, Faust); Dorfrichter Adam (Kleist, Der zerbrochene Krug); Herodes (Titelrolle in Hebbels Herodes und Mariamne), Kandaules (Gyges und sein Ring, Hebbel); Orest (im Rahmen der Orestie, Aischylos). – Baron von Wehrhahn (Der Biberpelz, G. Hauptmann); Peer Gynt (Ibsen, gleichnamiges Werk). – In NS-Werken bzw.-Stücken: Oberst Bauer (Der 18. Oktober 1813, Schäfer); Casanova (Chevalier von Seingalt, Casanova revanchiert sich, Ilges). – In Unterhaltungsstücken: Baron Trenck der Pandur (Titelrolle, Groh), Bolingbroke (Scribe, Ein Glas Wasser), Harald Haprecht (Bürkner, Der neue Papa). – Das Künstlerehepaar spielte zusammen in: Der Mustergatte (Hopwood): B. als Billie Barlett, seine Frau war die Frau Wheelers), Dr. med. Hiob Prätorius und zugleich Sherlock Holmes, Hansi Nassée als Ehefrau (gleichnamiges Stück von Götz), als Ehepaar in: Also gut, lassen wir uns scheiden (Sardou), Karl III. und Anna von Österreich (im gleichnamigen Stück, Rößner.
In den 1940er Jahren wirkte er in einigen Spielfilmen in Nebenrollen mit. Ab Ende der 1950er Jahre trat er auch in einigen Fernsehproduktionen in Erscheinung, wie 1959 im sechsten Teil des Straßenfegers So weit die Füße tragen als Erich Baudrexel, dem Onkel des späteren Kriegsheimkehrers Clemens Forell. Im Jahr darauf verkörperte er im dritten Teil des ebenfalls sehr erfolgreichen Fernseh-Mehrteilers Am grünen Strand der Spree den Hauslehrer Dr. Theodor Förster.

### Bühnenstücke und -bearbeitungen
Bis in die Gegenwart hinein bekannt sind die zahllosen Bühnenbearbeitungen deutscher und europäischer Märchen, die Bürkner schlicht, poetisch und humorvoll zur Aufführung brachte. Bemerkenswert war dabei sein medienpädagogischer Ansatz. Der Autor wollte einen jungen Zuschauer so schnell wie möglich "mitnehmen", in das Geschehen einbeziehen. Zu diesem Zwecke trat etwa beim "Rotkäppchen" gleich zu Beginn eine Handwerksgeselle auf, der die Kinder begrüßte und ansprach. Dann gab es in gleicher Funktion den Postillion (oder den Märchen-Postillion), aber auch den "fahrenden Gesell". Diese Figuren traten auch zwischendurch an markanten Punkten des Stückes auf und hinterfragten oder vertieften für die Kinder den Verlauf der Märchen. Grausame Situationen wurden auf diese Weise entschärft. Auch zu beantwortende Fragen wurden an das junge Publikum gerichtet. Somit wurden den Zuschauern nicht nur etwas "vorgesetzt", sondern es wurde ein Gefühl der Teilnahme vermittelt. Zum anderen sorgte für den großen Erfolg der Bürkner-Märchen, dass sie so gearbeitet waren, dass sie auch an anderen Spielstätten, etwa in einer Schulaula, ohne spezielle Bühnentechnik aufgeführt werden konnten. Zu Bürkners Repertoire gehörten praktisch alle beliebten Märchen der Brüder Grimm. Zu seinen ersten Arbeiten zählen Rotkäppchen (1919) und Dornröschen (1920), zu den späteren Bearbeitungen zählt z. B. Die Gänsehirtin am Brunnen (1947).
Zu seinen Märchenbearbeitungen gehören:
- Aschenputtel (in Lübeck 1940/41)
- Das tapfere Schneiderlein
- Der Froschkönig oder der eiserne Heinrich (in Lübeck 1938/39)
- Der gestiefelte Kater
- Die Gänsehirtin am Brunnen
- Die Prinzessin auf der Erbse
- Dornröschen
- Frau Holle oder Goldmarie und Pechmarie
- Ilsebills Weihnachtsabenteuer (in Lübeck 1935/36)
- Rotkäppchen (in Lübeck 1934/35 und 1942/43)
- Rumpelstilzchen
- Schneeweißchen und Rosenrot
- Tischlein, deck dich, – Esel, streck dich, – Knüppel, aus dem Sack!
- Zwerg Nase

Vor allem in den frühen Jahren schrieb er auch einige Lustspiele, wie Der Schuss in den Spiegel und Der neue Papa (beide 1919). Später verfasste er auch die Romane Die Falle (1940), Ein harmloser Mensch (1941) und Das unheimliche Feuer (1947), in dem das Lebensbild des Schauspielers Ludwig Devrient beschrieben wird.
Die Landesbühne Schleswig-Holstein inszenierte viele seiner Märchen-Bearbeitungen:
- 1949/50: Tischlein deck dich
- 1950/51: Märchen vom Fischer und seiner Frau
- 1951/52: Schneeweißchen und Rosenrot
- 1952/53: Das tapfere Schneiderlein
- 1954/55: Froschkönig
- 1955/56: Frau Holle

### Tod und Beisetzung
Am 19. August 1962 verstarb Bürkner, der Grandseigneur des deutschen Theaters, in Augsburg. Die Beisetzung fand am 21. August auf dem dortigen Westfriedhof, Feld 65 Reihe Weg Nummer 311 statt.

## Filmografie
- 1942: Rembrandt (Notar Wilkens) – Regie: Hans Steinhoff, mit Ewald Balser, Hertha Feiler, Gisela Uhlen
- 1942: Dr. Crippen an Bord (Kripodirektor Nicolin) – Regie: Erich Engels, mit Rudolf Fernau, René Deltgen, Anja Elkoff
- 1943: Die goldene Spinne (Dr. Eberding von den Kattenbeck-Werken) – Regie: Erich Engels, mit Otto Gebühr, Erich Dunskus, Jutta Freybe
- 1944: Solistin Anna Alt – Regie: Werner Klingler mit Anneliese Uhlig, Will Quadflieg, Emil Lohkamp
- 1959: So weit die Füße Tragen (Erich Baudrexel) – Fernseh-Mehrteiler – Regie: Fritz Umgelter, mit Heinz Weiss, Wolfgang Büttner, Hans Epskamp
- 1960: Am grünen Strand der Spree, 3. Teil: Preußisches Märchen (Dr. Theodor Förster) – Fernseh-Mehrteiler – Regie: Fritz Umgelter, mit Elisabeth Müller, Peter Pasetti, Peter Thom
- 1960: Unter dem Milchwald von Dylan Thomas – Inszenierung: Karl Bauer, mit Gerd Mayen, Walter Guberth, Klaus Barner (Aufzeichnung einer Übertragung aus dem Stadttheater Augsburg)
- 1960: Die Dame in der schwarzen Robe (Rechtsanwalt Clive) – Fernsehfilm – Regie: Peter Zadek, mit Margot Trooger, Harald Leipnitz, Franz Schafheitlin
- 1962: Becket oder Die Ehre Gottes (Der Erzbischof) – Fernsehfilm – Regie: Rainer Wolffhardt, mit Heinz Baumann, Heinrich Schweiger, Heinrich Cornway
- 1962: Papiermühle (Decaplain) – Fernsehfilm – Regie: Hans-Dieter Schwarze, mit Grit Boettcher, Viktor de Kowa, Erik Schumann

## Hörspiele
Autor
- 1925: Rotkäppchen. Ein Kindermärchen-Lustspiel – Regie: N. N. (Ostmarken Rundfunk AG, Königsberg)
- 1926: Die Prinzessin auf der Erbse. Ein Kindermärchen-Lustspiel in drei Bildern – Regie: Kurt Lesing (Ostmarken Rundfunk AG, Königsberg)
- 1927: Das tapfere Schneiderlein. Ein Kindermärchenlustspiel in 3 Bildern – Regie: Nicht angegeben (Ostmarken Rundfunk AG, Königsberg)
- 1927: Aschenputtel. Ein Märchenspiel – Regie: Kurt Lesing (Ostmarken Rundfunk AG, Königsberg)

Sprecher
- 1925: Brüder Grimm: Dornröschen (Bearbeiter und Sprecher) – Regie: Nicht angegeben (Ostmarken Rundfunk AG)
- 1926: Johann Wolfgang von Goethe: Iphigenie auf Tauris – Regie: Nicht angegeben (Ostmarken Rundfunk AG)
- 1926: Hermann Sudermann: Margot – Regie: Nicht angegeben (Ostmarken Rundfunk AG)
- 1926: Knut Hamsun: Spiel des Lebens – Regie: Nicht angegeben (NORAG)
- 1927: Friedrich Schiller: Maria Stuart – Regie: Hans Bodenstedt (NORAG)
- 1927: Heinrich von Kleist: Die Hermannsschlacht – Regie: Hermann Beyer (NORAG)
- 1928: William Shakespeare: Othello, der Mohr von Venedig. Trauerspiel in fünf Akten – Regie: Hermann Beyer (NORAG)
- 1950: Peter Lotar: George Bernard Shaw – Regie: Wilhelm Semmelroth (NWDR)
- 1953: Herbert Wendt: Das Schiff der Verdammten (Füllse) – Regie: Oswald Döpke (RB)
- 1961: Ivan Noe, Pierrette Caillol: Das Verbrechen (Appellationsrat Page) – Regie: Oswald Döpke (WDR)